# Times of Malta
«Таймс оф Мальта» — ежедневная газета на английском языке на Мальте. Основанная в 1935 году Лордом и Леди Стрикленд и дочерью Лорда Стрикленда Мейбл, это самая старая ежедневная газета, находящаяся в обращении на Мальте.

## История
The Times of Malta — это старейшая ежедневная газета, которая все еще продается на Мальте. Также у нее самый большой тираж. Первый выпуск «Таймс оф Мальта» был опубликован 7 августа 1935 года в условиях надвигающейся войны, когда Италия планировала вторжение в Абиссинию, которое в итоге началось в октябре. 2 сентября того же года Мейбл Стрикленд, которая была одним из основателей издательства Allied Malta Newspapers Limited и входила в первый Совет директоров, стала редактором The Times of Malta. Во время второй мировой войны здание, в котором журналисты работали над газетой, дважды подвергалось бомбардировкам, 7 апреля 1942 года в него попал прямой удар.

## Редакторы
| Имя              | Период    | Примечания                                     |
| ---------------- | --------- | ---------------------------------------------- |
| Мейбл Стрикленд  | 1935–1950 | основательница и главный редактор              |
| Томас Хедли      | 1950–1960 |                                                |
| Чарльз Греч Орр  | 1960–1973 |                                                |
| Энтони Монтанаро | 1973–1991 |                                                |
| Лоуренс Греч     | 1991–2007 | редактор воскресной печатной версии            |
| Виктор Акилина   | 1993–2003 | редактор ежедневной печатной версии            |
| Рэй Бугеджа      | 2003–2019 | редактор ежедневной печатной версии            |
| Стив Маллиа      | 2007–2016 | редактор воскресной печатной версии            |
| Герман Греч      | с 2015    | редактор онлайн-версии, затем главный редактор |
| Бертран Борг     | с 2019    | редактор онлайн-версии                         |
| Марк Вуд         | 2019–2023 | редактор печатной версии                       |
| Энтони Мандука   | с 2023    | редактор печатной версии                       |